# The Little Minister (film 1913)
The Little Minister è un cortometraggio muto del 1913 diretto da James Young che ne firma anche la sceneggiatura, basata su un romanzo di J.M. Barrie.

## Produzione
Il film fu prodotto dalla Vitagraph Company of America.

## Distribuzione
Distribuito dalla General Film Company, il film - un cortometraggio in tre bobine - uscì nelle sale cinematografiche statunitensi il 13 gennaio 1913. Non si conoscono copie ancora esistenti della pellicola che viene considerata presumibilmente perduta.